# Nationale Astronomische Observatorien der Chinesischen Akademie der Wissenschaften
Die Nationalen Astronomischen Observatorien der Chinesischen Akademie der Wissenschaften (中国科学院国家天文台, englisch National Astronomical Observatories, Chinese Academy of Sciences, abgekürzt NAOC) sind eine Vereinigung von Forschungseinrichtungen der Chinesischen Akademie der Wissenschaften mit Sitz in Peking, Stadtbezirk Chaoyang, Datun-Str. 20a. Direktor der Nationalen Astronomischen Observatorien ist seit September 2020 Chang Jin (常进, * 1966), bis dahin Direktor der Sternwarte am purpurnen Berg.

## Geschichte
Am 16. April 1999 beschloss die Chinesische Akademie der Wissenschaften, ihre astronomischen Einrichtungen unter einem Dach zusammenzufassen. Hierzu wurde sechs Tage später, am 23. April 1999, am Sitz des Astronomischen Observatoriums Peking in der Datun-Straße ein „Nationales Zentrum für astronomische Beobachtungen“ (国家天文观测中心) gegründet, am 19. Mai 1999 wurde Ai Guoxiang (艾国祥, * 1938), der Direktor des Astronomischen Observatoriums Peking, zum Leiter des Zentrums ernannt.  
Die eigentlichen NAOC wurden am 21. April 2001 durch den Zusammenschluss von fünf Observatorien (Astronomisches Observatorium Peking, Astronomisches Observatorium Shanghai, Sternwarte am purpurnen Berg, Astronomisches Observatorium Yunnan, Astronomisches Observatorium Shaanxi), drei Beobachtungsstationen (Astronomische Station Ürümqi, Satellitenbeobachtungs-Station Changchun, Satellitenbeobachtungs-Station Guangzhou) und dem Zentrum für Astronomische Messgeräte der Akademie der Wissenschaften in Nanjing gegründet, 
Direktor blieb bis Juli 2007 Ai Guoxiang. Die staatlich finanzierte Astronomie in China erhielt damit eine Struktur, die zum Beispiel der in den USA und in Japan ähnelt. Auch dort sind die Beobachtungsstationen zu einem gemeinsamen Institut zusammengeschlossen, in den USA jedoch nach optischer und Radioastronomie getrennt.

## Struktur
Stand 2022 besitzen die Nationalen Astronomischen Observatorien zusätzlich zu den Abteilungen der einzelnen Mitgliedsobservatorien sieben der Organisation direkt unterstehende Forschungsabteilungen (研究部), in denen jeweils mehrere Forschergruppen (团组) tätig sind:
- Optische Astronomie (光学天文研究部)
- Radioastronomie (射电天文研究部)
- Galaxien und Kosmologie (星系宇宙学研究部)
- Mond- und Tiefraumerkundung (月球与深空探测研究部)
- Weltraumwissenschaften (空间科学研究部)
- Sonnenphysik (太阳物理研究部)
- Angewandte Astronomie (应用天文研究部)

Neben den Forschungsabteilungen gibt es noch Schwerpunktlabors (重点实验室), observatoriumsübergreifende Einrichtungen der Chinesischen Akademie der Wissenschaften, die zum Teil schon länger existierten und bei der Gründung der Nationalen Astronomischen Observatorien 2001 übernommen wurden:
- Schwerpunktlabor für optische Astronomie (光学天文重点实验室, gegründet 1991)[7]
- Schwerpunktlabor für weltraumbasierte Astronomie und Technologie (空间天文与技术重点实验室, gegründet 1999)[8]
- Schwerpunktlabor für Sonnenaktivität (太阳活动重点实验室, gegründet 2008)[9]
- Schwerpunktlabor für Mond- und Tiefraumerkundung (月球与深空探测重点实验室, gegründet 2013)[10][11]
- Schwerpunktlabor für das FAST-Radioteleskop (FAST重点实验室, gegründet 2018)[12]

## Forschungseinrichtungen
Zu den Einrichtungen des NAOC gehören unter anderem:
- Xinglong Station mit Chinas größtem optischen Teleskop LAMOST
- Observatorium Miyun
- Sonnenobservatorium Huairou
- Astronomisches Observatorium Shanghai
- Sternwarte am purpurnen Berg
- Astronomisches Observatorium Yunnan
- Astronomisches Observatorium Xinjiang[13]
- Radioobservatorium Guizhou (FAST)
- Beobachtungsstation Ngari, Sênggê Zangbo[14]
- Luna-basiertes Ultraviolett-Teleskop, Mare Imbrium[15]